# Manen

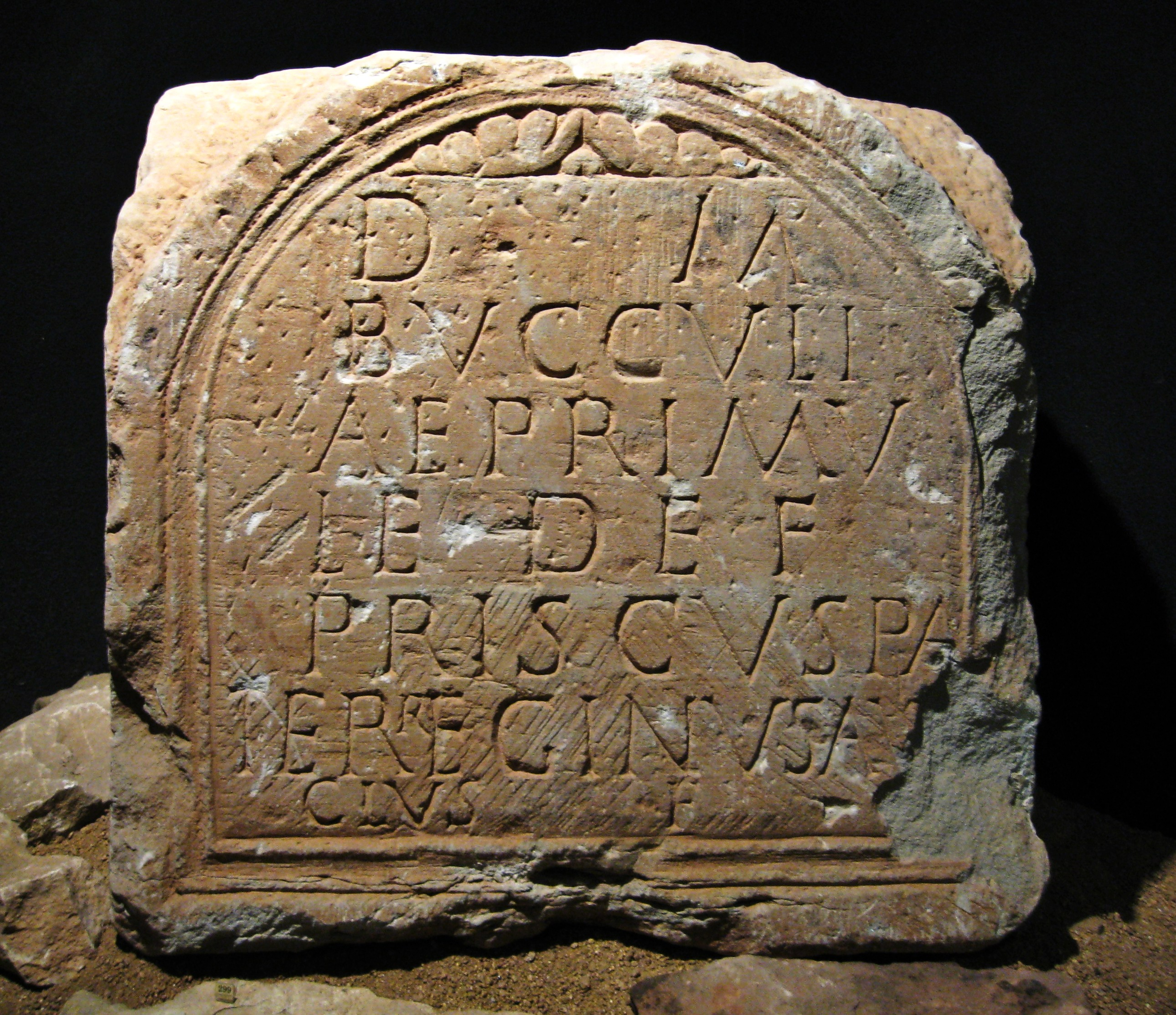
Römischer Grabstein aus Contiomagus. Die Buchstaben DM oben stehen für DIS MANIBUS, „den Manen des …“

Manen, von lateinisch d(i)i manes (m.), sind in der römischen Religion (vor allem zur Kaiserzeit) die Geister der Toten, auch einige Umweltgeister. Diese sind den Römern meistens feindlich gesinnt, da sie die Ahnen ihrer Feinde sind. Sie wurden daher mit verschiedensten Opfern (u. a. Ziegen) und Riten milde gestimmt sowie als di manes, ‚gute Götter‘ (auf Grabinschriften meist als D•M abgekürzt), bezeichnet. Wurden diese Opfer und Riten nicht durchgeführt, so konnten die Manen zu Larvae beziehungsweise Lemures werden, die bedrohlichen Charakter hatten.
Zum Teil wurden die di manes auch mit den di parentes (den verstorbenen Vorfahren) gleichgesetzt, die an ihren Festtagen aus der Unterwelt aufstiegen und angemessene Sühneopfer erwarteten. Dazu zog man zum Lapis manalis, einem Stein, der eine Grube verdeckte, worin das Opfertier deponiert wurde und die Manen besänftigt wurden.